# Fausto Pocar
Fausto Pocar (Milano, 21 febbraio 1939) è un giurista e giudice italiano, professore emerito di Diritto Internazionale presso l'Università degli Studi di Milano.

## Incarichi
Dal 1984 al 2000 è stato eletto membro del Comitato per i Diritti Umani delle Nazioni Unite, ricoprendo l'incarico di presidente dal 1991 al 1992. 
Inoltre, Pocar è stato membro della delegazione italiana all'Assemblea generale delle Nazioni Unite a New York e a più riprese alla Commissione per i Diritti Umani a Ginevra. 
Nel 1999 è stato nominato giudice per il Tribunale Internazionale per i Crimini nella ex-Jugoslavia, ricoprendo il ruolo di Presidente dal 2005 al 2009. 
È anche membro della Camera di Appello del Tribunale penale internazionale per il Ruanda dal 2000.
Ha difeso l'Argentina nel caso dei tango bond.
Dal 2012 al 2019 è stato il presidente dell'Istituto internazionale di diritto umanitario con sede a Sanremo.